# Băile Tușnad
Băile Tușnad (mađarski: Tusnádfürdő, njemački: Kaiserbad) je grad, planinsko ljetovalište i lječilište u županiji Harghita u Rumunjskoj.

## Zemljopis
Grad se nalazi na samom ulazu živopisnog klanca koji čini planina Harghita između gradova Miercurea-Ciuc i Sfântu Gheorghe, na obali rijeke Olt.

## Stanovništvo
Băile Tușnad je sa svojih 1.728 stanovnika (2002.) najmanje naselje u Rumunjskoj koje raspolaže s titulom grada. Većinu stanovnika čine Mađari (93,46%), zatim Rumunji (6,13%) i Romi (0,40%).

## Povijest
Naselje je osnovano 1842. godine kao lječilište nakon što se jedan pastirčić, hodajući u blatu lokalnog potoka, navodno oporavio od kožne bolesti. Tusnádfürdő je ubrzo postao jedno od najprestižnijih ljetovališta Ugarske. U 1949. je uništen u borbama za mađarsku slobodu, ali nakon posjeta Franje Josipa I. ponovo izgrađen 1852. godine. U 1900. je izgrađeno umjetno jezero Csukás (rumunjski: Ciucaș), koje je rehabilitirano 2005. godine. Bazen je napravljen u 1928.
Băile Tușnad je do 1934. godine pripadao naselju Tușnad Nou (mađarski: Újtusnád). Od te godine je samostalno naselje. Gradski status je dobio u 1968.
Grad je dobio svoje ime po obližnjem naselju Nagytusnád (na čijem se mjestu danas nalazi Tușnad Nou). Riječ "tusnád" je vjerojatno slavenskog podrijetla i dolazi od riječi tozno ('mutno') te je originalno bila hidronim (naziv vode). Mađarska riječ "fürdő" (odnosno njen rumunjski ekvivalent "băile") ima značenje kupališta.

## Znamenitosti
- Niz glavnu cestu stoje kuće iz 19. stoljeća koje su sagrađene u secesijskom stilu
- Jezero Sveta Ana (Szent Anna tó/Lacul Sfânta Ana) jedino je preostalo kratersko jezero Europe. Ono se nalazi na nadmorskoj visini od 946 m te ima jedinstvenu floru. Kapela Svete Ane koja stoji na obali sagrađena je 1977. godine
- Tresetna močvara Mohos/Mohoș nalazi se u susjednom krateru i također je jedinstvena tvorevina u Europi (obilazak samo s vodičem)
- Klanac Tusnádi
- Rimokatolička crkva je izgrađena na mjestu stare rimokatoličke crkve između 1982. i 1985. godine
- Pravoslavna crkva izgrađena je između 1939. i 1979. godine